# 1704年安全法令
《1704年安全法令》（英語：Act of Security 1704），又稱《王國安全法令》（Act for the Security of the Kingdom），是苏格兰王国议会對於英格兰议会《1701年嗣位法令》（Act of Settlement 1701）之回應。1700年，时为英国王位继承人的安妮女王的最後一位在世子嗣——格勞斯特公爵威廉過世。因此蘇格蘭與英格蘭议会需要找一位新教徒的繼位者。英格蘭议会決定由汉诺威选侯夫人索菲，她是前苏格兰国王詹姆斯六世的孫女，但是並未徵詢蘇格蘭议会之同意。蘇格蘭议会的回應是在1703年提出一個法案，主張當安妮女王去世後，組成蘇格蘭议会當中的三個等級（Estates）可以從蘇格蘭國王的後裔中指定一位新教繼承者，但是不能是英格蘭人，除非是特定的經濟、政治、宗教條件所導致。這個法案被蘇格蘭议会中的貴族等級拒絕給予御准。
1704年，時任蘇格蘭议会拒絕加稅，並且以撤離在西班牙王位繼承戰爭中英國軍隊中的蘇格蘭軍人為談判藉口後，此法案獲得御准，通過成為法令。英格蘭议会於是在1705年通過外國人法案作為反制。這個法案規定，除非雙方议会取得廢除安全法案的共識或者是開始兩個王國聯合的談判，不然就要將蘇格蘭視為外國人，切斷所有英格蘭與蘇格蘭的貿易以及人民之間移動的自由。最終，大約在王室聯合之後，英格蘭與蘇格蘭統一，成為大不列顛王國。
1707年，大不列顛議會通過了一個法令，廢除了《1704年安全法令》，以及《1703年和平與戰爭法令》（Act anent Peace and War）。